# Juana Capdevielle

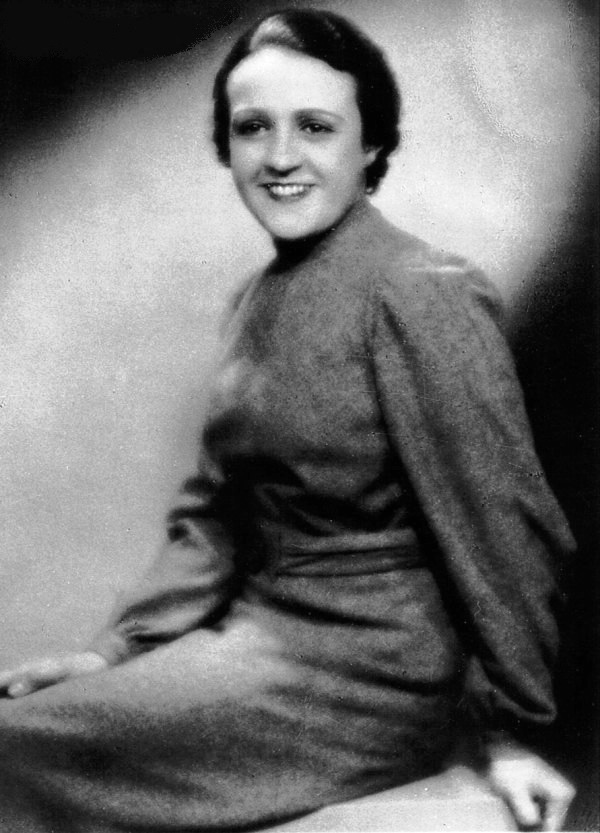
Juana Capdevielle

Juana María Clara Capdevielle San Martín (* 12. August 1905 in Madrid; † 18. August 1936 in Rábade) war eine spanische Pädagogin und Bibliothekarin.

## Leben
Capdevielle wurde als Tochter von Juan Pedro Capdevielle Lissalda, einem Hotel- und Gaststättenunternehmer französischer Herkunft, und Patrocinio San Martín y Urriza, deren Familie aus Pamplona stammte, geboren.
Sie besuchte das Gymnasium in Pamplona und absolvierte später ein Studium der Philosophie und Literatur an der Universidad Central de Madrid, wo sie von José Ortega y Gasset unterrichtet wurde und bei María Zambrano studierte. Sie erhielt ein Stipendium der Junta para Ampliación de Estudios und setzte ihr Studium in Deutschland, Belgien, Frankreich und der Schweiz fort. 1928 machte sie ihren Abschluss in Geschichte.
Am 9. Juli 1930 trat sie in das Cuerpo Facultativo de Archiveros, Bibliotecarios y Arqueólogos ein, das staatliche Amt, das zunächst der Spanischen Nationalbibliothek und ab Juli 1931 der Biblioteca de la Facultad de Filosofía y Letras der Universität Madrid angegliedert war. 1933 wurde sie die erste Frau, die eine spanische Universitätsbibliothek leitete, und in dieser Position koordinierte sie im selben Jahr die Verlegung wichtiger Sammlungen, die in anderen Universitätsgebäuden verstreut waren, in die neuen Einrichtungen in des zentralen Campus. Im Rahmen der Bibliotheksarbeit unterstützte sie die Einführung der Universellen Dezimalklassifikation im spanischen Bibliothekswesen. Ebenfalls 1933 wurde sie technische Leiterin der Bibliothek des Ateneo de Madrid. Sie wurde Schatzmeisterin der Asociación de Bibliotecarios y Bibliógrafos de España und engagierte sich karitativ, zum Beispiel für einen Lesedienst für Krankenhauspatienten. Sie war zusammen mit Roberto Novoa Santos, Pío Baroja und Ramón J. Sender Referentin auf der ersten Konferenz, die 1934 in Spanien zum Thema Sexualpädagogik veranstaltet wurde, und hielt 1935 einen Vortrag auf dem Congreso Internacional de Bibliotecas y Bibliografía.
Im März 1936 heiratete sie den Rechtsanwalt und Politiker Francisco Pérez Carballo. Nach dem Wahlsieg der Volksfront wurde ihr Mann zum Zivilgouverneur von La Coruña ernannt und Capdevielle ließ sich beurlauben und ging mit ihrem Mann nach La Coruña. Beim Staatsstreich im Juli, der zum Bürgerkrieg führte, wurde ihr Mann gefangen genommen und am 24. Juli 1936 getötet. Capdevielle, die schwanger war, wurde verhaftet und eingesperrt und erfuhr im Gefängnis vom Tod ihres Mannes. Sie erhielt lediglich eine kurze Abschiedsnotiz von ihm.
Nachdem sie Anfang August freigelassen worden war und man ihr verboten hatte, in der Provinzhauptstadt zu leben, suchte sie Zuflucht in Vilaboa (Culleredo), im Haus von Victorino Veiga, einem Mitglied der Izquierda Republicana. Dort erhielt sie einen Ausweisungsbefehl, wurde aber in der Nacht des 17. August erneut von Mitgliedern der Guardia Civil verhaftet und ermordet; ihre Leiche wurde am nächsten Tag in der Nähe von Rábade, in der Provinz Lugo gefunden.
An der Universidad de La Coruña trägt ein Gebäude mit einem Studiensaal ihren Namen.